# الكسندر دوغلاس-دوغلاس
الكسندر دوغلاس-دوغلاس هو سياسي أسترالي، ولد في 1843، وتوفي في 1914.